# フォークランド諸島時間
フォークランド諸島時間（フォークランドしょとうじかん）では、フォークランド諸島で使用されている標準時について記す。フォークランド諸島は2010年9月5日から、公式にはフォークランド諸島夏時間（Falkland Islands Summer Time - FKST、UTC-3）を通年で使用している。しかし、キャンプの住民の多くはUTC-4を使用しており、公式の時間（スタンリー時間）に対して「キャンプ時間」として知られている。

## 歴史
フォークランド諸島では1912年にフォークランド諸島時間（Falkland Islands Time - FKT、UTC-4）が施行されるまでは、スタンリー平均時（UTC-3:51:24）が使用されていた。1937年からは夏時間としてフォークランド諸島夏時間（Falkland Islands Summer Time - FKST、UTC-3）が導入されたが、1944年からはFKTの通年使用に戻された。1983年にはFKTをUTC-3へと1時間進めた上で、さらにUTC-2のFKSTが導入されたが、1985年にFKT、FKSTともに1時間戻された。2011年4月にフォークランド諸島政府は時計を1時間戻さず、通年で夏時間を使用することを決定した。イギリス本国やヨーロッパ各国との連絡を取れる日中の時間や、冬季の夜間の明るい時間が増えることを理由としている。

## IANA time zone database
IANA time zone databaseのzone.tabには、フォークランド諸島の標準時が1つ含まれている。
| 国コード | 座標        | TZ               | 注釈 | 協定世界時との差 | 夏時間 | 備考 |
| -------- | ----------- | ---------------- | ---- | ---------------- | ------ | ---- |
| FK       | −5142−05751 | Atlantic/Stanley |      | −03:00           | −03:00 |      |